# Théorème de Weinstein
Le théorème de Weinstein est un théorème élémentaire de la géométrie symplectique, qui caractérise la géométrie semi-locale des sous-variétés lagrangiennes des variétés symplectiques.
Il peut être utilisé :
- Pour répondre à la conjecture d'Arnold en ce qui concerne les symplectomorphismes proches de l'identité.
- Pour étudier les isotopies hamiltoniennes des sous-variétés symplectiques.

L'énoncé est le suivant :
Théorème : Soit {\displaystyle L} une sous-variété lagrangienne de {\displaystyle (M,\omega )}. Il existe un voisinage ouvert {\displaystyle U} de {\displaystyle L} dans {\displaystyle M} et un voisinage ouvert {\displaystyle V} de la section nulle {\displaystyle L_{0}} dans {\displaystyle T^{*}L} et un symplectomorphisme {\displaystyle f:U\rightarrow V} tel que {\displaystyle f|_{L}} soit la section nulle.